# Lilla Seljes
Lilla Seljes är en sjö i Finland. Den ligger i kommunen Kronoby i landskapet Österbotten, i den centrala delen av landet, 400 km norr om huvudstaden Helsingfors. Lilla Seljes ligger 48 meter över havet. Arean är 20,4 hektar och strandlinjen är 2,96 kilometer lång. Sjön  ingår i Perho å huvudavrinningsområde. 